# Xã Clay, Quận Reno, Kansas
Xã Clay (tiếng Anh: Clay Township) là một xã thuộc quận Reno, tiểu bang Kansas, Hoa Kỳ. Năm 2010, dân số của xã này là 2.057 người.